# Меррилл, Боб
Боб Меррилл (англ. Henry Robert Merrill Levan, 17 мая 1921 — 17 февраля 1998) — американский композитор и автор песен.

## Биография
Родился в Атлантик-Сити, вырос в Филадельфии. Принимал участие во Второй Мировой войне.

## Творчество
Автор песни Mambo Italiano. Автор слов к песням мюзикла и фильма Смешная девчонка, мюзикла «Завтрак у Тиффани».